# Menneus
Menneus és un gènere d'aranyes araneomorfes de la família dels dinòpids (Deinopidae). Inclou antics gèneres: Avella i Avellopsis. L'espècie es troba a Austràlia, Nova Caledònia, i Àfrica oriental i meridional.

## Taxonomia
El gènere Menneus, segons el World Spider Catalog de desembre de 2014, comprèn les següents espècies:
- Menneus aussie Coddington, Kuntner & Opell, 2012
- Menneus bituberculatus Coddington, Kuntner & Opell, 2012
- Menneus camelus Pocock, 1902
- Menneus capensis (Purcell, 1904)
- Menneus darwini Coddington, Kuntner & Opell, 2012
- Menneus dromedarius Purcell, 1904
- Menneus nemesio Coddington, Kuntner & Opell, 2012
- Menneus neocaledonicus (Simon, 1888)
- Menneus quasimodo Coddington, Kuntner & Opell, 2012
- Menneus samperi Coddington, Kuntner & Opell, 2012
- Menneus superciliosus (Thorell, 1881)
- Menneus tetragnathoides Simon, 1876
- Menneus trinodosus Rainbow, 1920
- Menneus wa Coddington, Kuntner & Opell, 2012